# Dynamine myrson
Dynamine myrson är en fjärilsart som beskrevs av Doubleday 1849. Dynamine myrson ingår i släktet Dynamine och familjen praktfjärilar. Inga underarter finns listade i Catalogue of Life.

## Bildgalleri

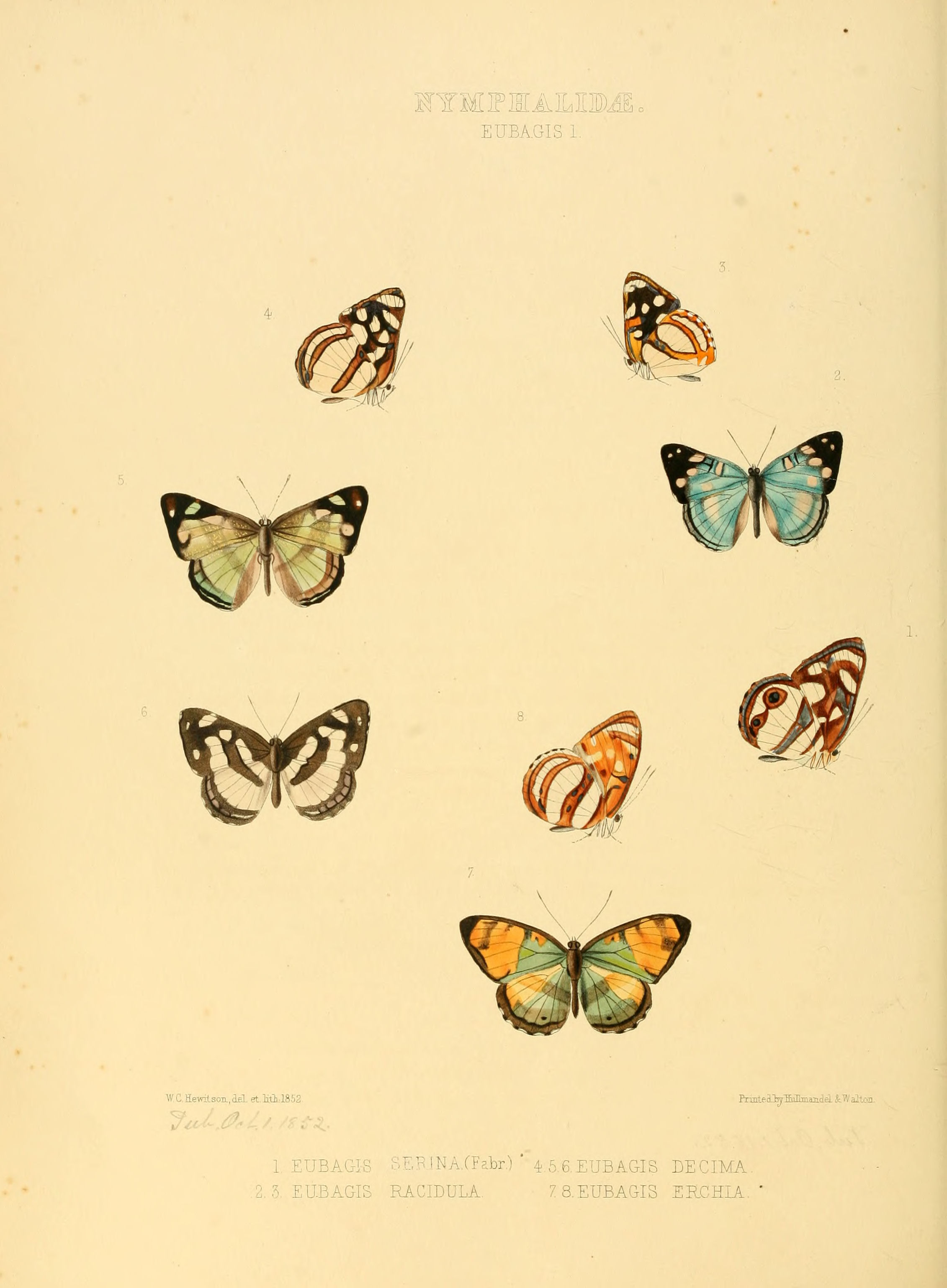